# La Jamais contente
Ne doit pas être confondu avec Jamais contente.
La Jamais contente (ou Jamais-Contente) est le premier véhicule automobile à franchir le cap des 100 km/h. Cette voiture électrique, en forme de torpille sur roues, établit ce record le 29 avril 1899, à Achères.
Elle est aujourd'hui exposée au Musée national de la voiture et du tourisme de Compiègne, qu'elle quitte seulement lors d'occasions comme le Mondial de l'automobile de Paris en 2014 ou le salon Rétromobile.

## Historique

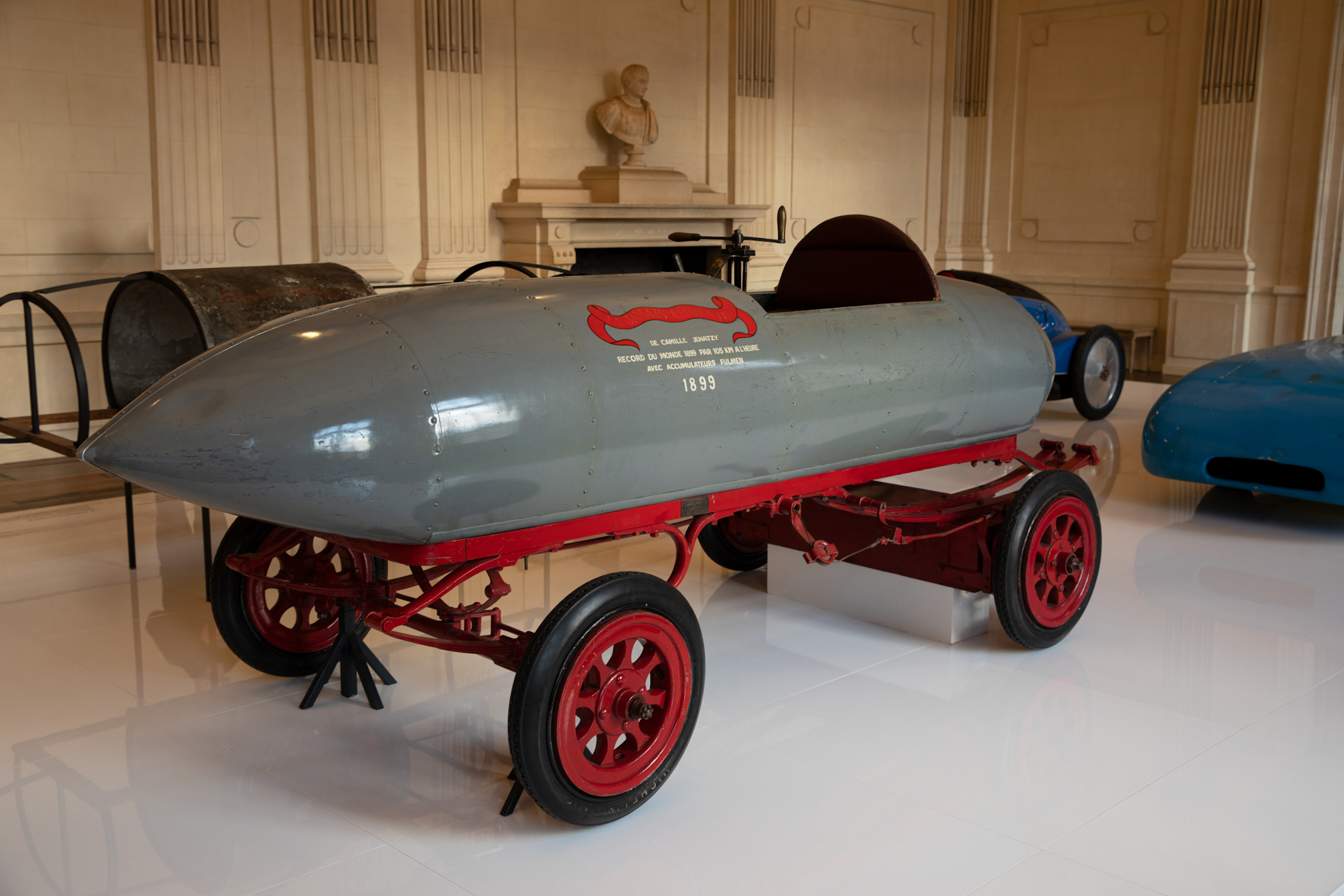

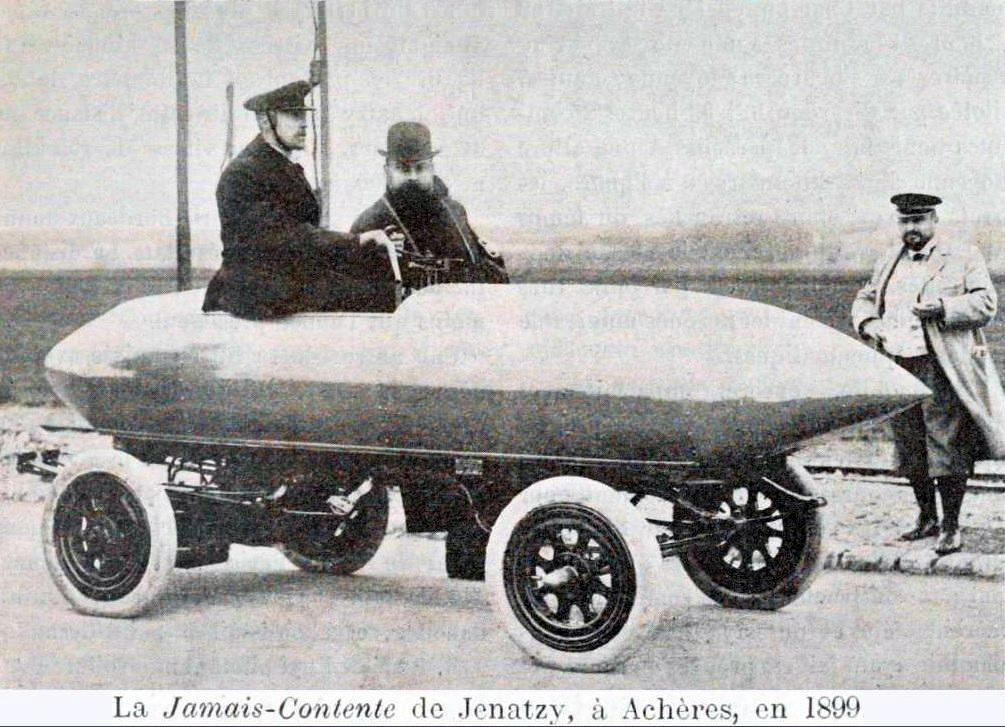
La « Jamais Contente » de Jenatzy sur la ligne droite d'Achères en 1899.

### Contexte
Les véhicules routiers apparaissent à la fin du XIXe siècle avec L’Obéissante d'Amédée Bollée, construite en 1873 et propulsée par un moteur à vapeur. Ce type de moteur est cependant rapidement délaissé au profit du moteur à combustion interne et du moteur électrique. Le développement de ce dernier est permis par la batterie rechargeable au plomb acide, inventée par Gaston Planté en 1859. Celle-ci permet de concevoir des véhicules faciles à démarrer et plus fiables que ceux utilisant des moteurs à pétrole.
L'électrique s'impose principalement aux États-Unis, où il occupera le tiers du marché automobile entre 1900 et 1910.

### Camille Jenatzy
Le Belge Camille Jenatzy est le fils de Constantin Jenatzy, fabricant de produits manufacturés à base de caoutchouc, dont des pneus, nouveaux à l'époque. Camille Jenatzy fait des études d'ingénieur en électricité. Il s'intéresse à la traction électrique des automobiles, qu'il met en application dès 1898.
Ingénieur réputé et pilote de grand talent, Jenatzy, surnommé le « Diable rouge » pour sa barbe rousse,, fit construire, selon ses plans, plusieurs types de voitures, notamment des fiacres électriques, par la Compagnie internationale des transports de Paris.
Désirant se faire une place dans le marché très prometteur des fiacres parisiens, il crée la Compagnie générale des transports, les futurs taxis de Paris, qui produira beaucoup de fiacres et de camionnettes électriques. Il avait un concurrent acharné en la personne du carrossier Jeantaud, contre lequel il ne cessait de se battre à coup de publicité basée sur la vitesse des véhicules. Entre 1898 et 1899, Jenatzy et le comte Gaston de Chasseloup-Laubat se mènent une bataille féroce, dans laquelle ils battent régulièrement leurs précédents records de vitesse.

### Record de vitesse

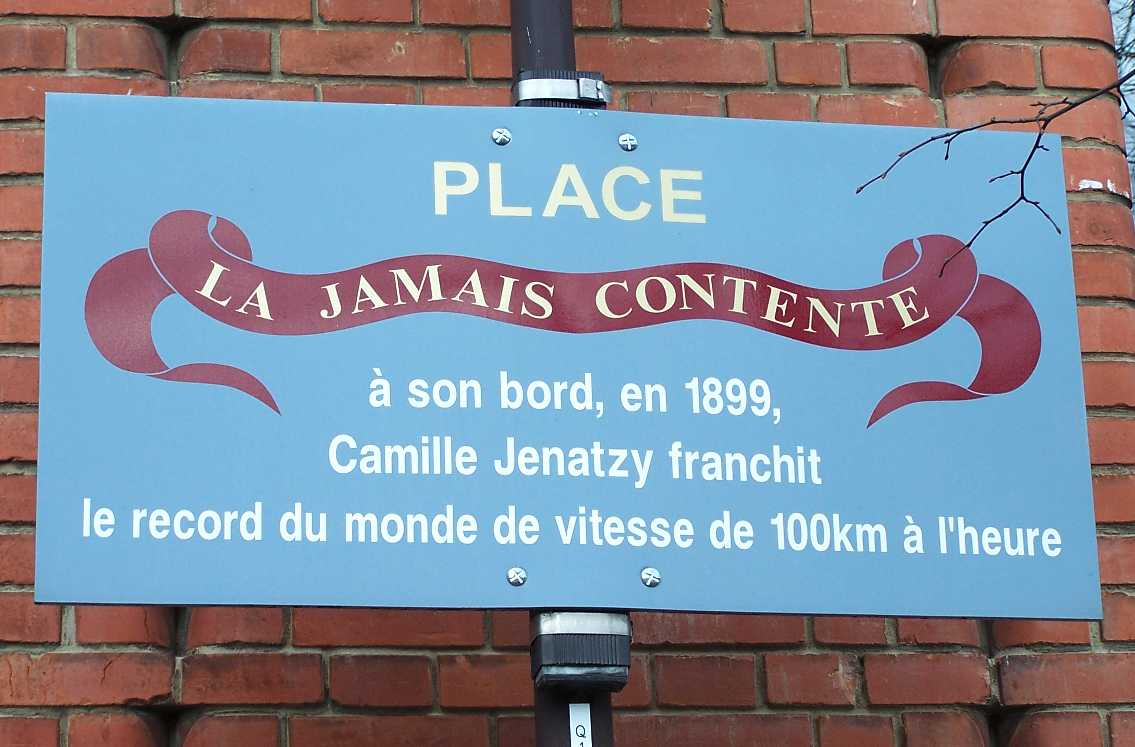
À Achères, une place, près de la mairie, portait le nom de La Jamais contente (cette plaque n'existe plus. Depuis, un baptême officiel a été réalisé et une plaque reprenant le dessin de Pef a été apposée sur le mur de la bibliothèque de la ville).

Le 29 avril 1899, une course de vitesse est organisée par la revue La France automobile sur la route centrale du parc agricole d'Achères, une piste de 2 km de long. Elle oppose la Jamais Contente, pilotée par Camille Jenatzy, à une Jeantaud au volant de laquelle se trouve de Chasseloup-Laubat. La Jamais Contente est alors la première voiture à franchir la barre symbolique des 100 km/h. Lors de la troisième manche, elle parcourt le premier kilomètre de piste en 34 secondes, atteignant ainsi la vitesse record de 105,879 km/h,, pulvérisant ainsi le record du comte de Chasseloup-Laubat qui était de 92,78 km/h en date du 4 mars 1899.
Ce record permet à Jenatzy de prendre l'avantage sur Jeantaud dans la vente de fiacres.

## LaJamais Contente

### Description
La « Jamais Contente » est peut-être nommée par l'épouse de Jenatzy en référence au perfectionnisme de ce dernier, ou bien d'après le surnom qu'il lui aurait donné à elle.
Elle prend la forme d'un obus de 3,80 m de long. Le véhicule est monté sur les premiers pneus Michelin. La Jamais Contente est commandée par deux leviers en guise de volant et d'une pédale d'accélérateur ; elle dispose d'une marche arrière, réalisée par le biais d'un inverseur, mais pas de freins, seul 2 tambours, sur les roues arrière, commandés par câble faisant « ralentisseur »,.
Son châssis provient d'un fiacre et sa carrosserie en partinium, un alliage d'aluminium, de tungstène (dont une analyse métallurgique n'a pas détecté de trace) et de magnésium laminé, est réalisée par le carrossier J. Rothschild & Fils (de).

### Motorisation

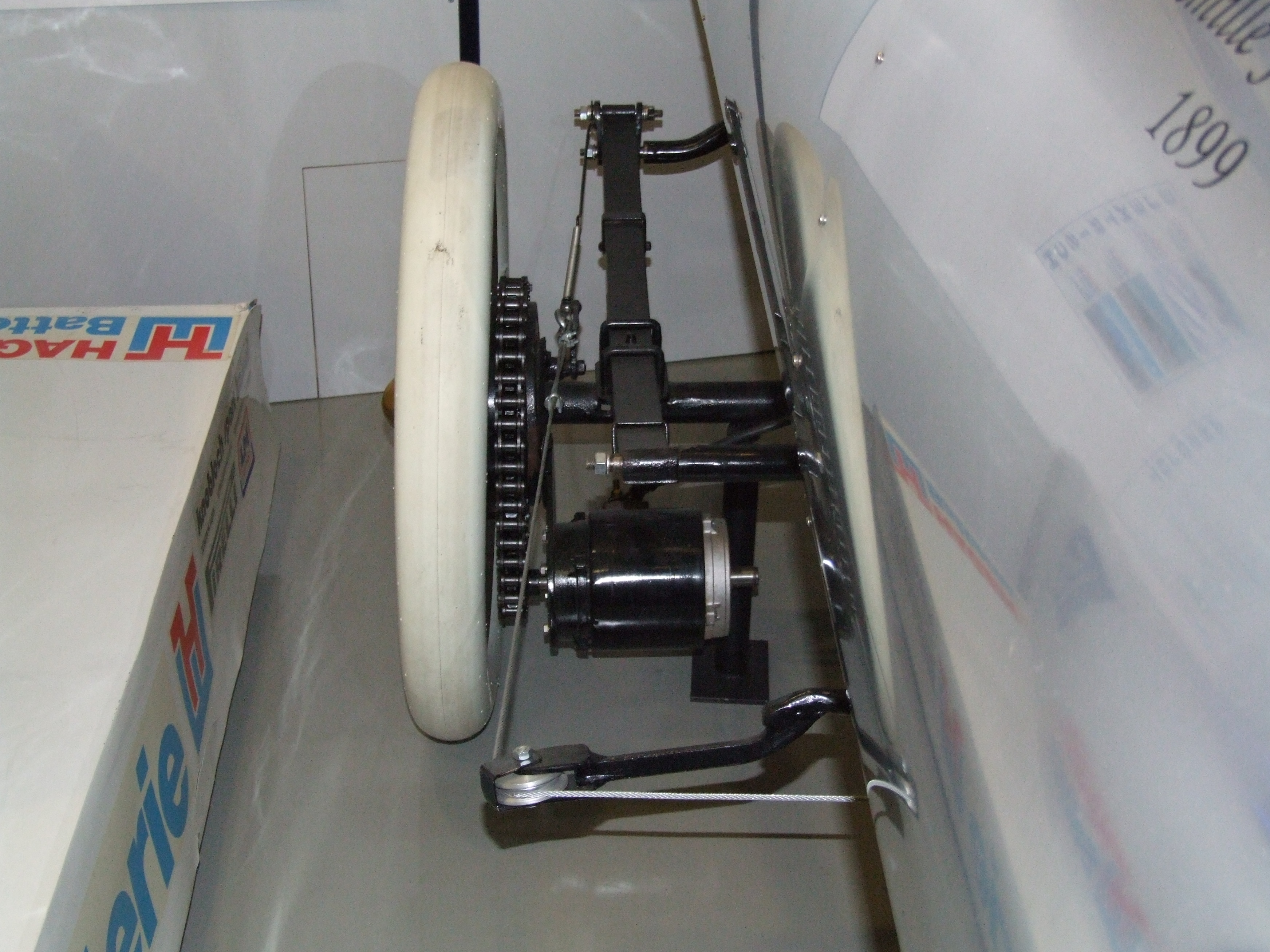
Détail du moteur et de l'entraînement sur la roue arrière, reconstruction du Museum Autovision, Altlußheim (Allemagne).

Le record a été rendu possible par les deux moteurs électriques de marque Postel-Vinay, d'une puissance maximale totale de 50 kW (environ 68 chevaux), placés à l’arrière entre les roues. L'alimentation se faisait par batteries d’accumulateurs Fulmen (100 éléments de 2 V), qui représentaient près de la moitié du poids total de 1 450 kg. Les moteurs étaient placés tout près des roues arrière motrices et les entraînaient par une poulie et une chaîne (voir photo).

## Déclin de l'électrique
Ce succès ne suffira pas à permettre à l'électrique de s'implanter durablement, car la voiture électrique est alors plus lourde et plus chère que ses concurrentes équipées d'un moteur à pistons. En outre, les nombreuses améliorations apportées à ces dernières leur permettent rapidement de dépasser les performances des véhicules électriques — la Blitzen-Benz parvenant à franchir les 200 km/h dès 1909. La bataille est scellée avec le succès de la Ford T, commercialisée à partir de 1908, qui s'écoulera à plus de 16 millions d'exemplaires jusqu'en 1927. Le moteur à combustion interne supplantera pour le siècle suivant la technologie électrique.
Les considérations écologiques n'apparaissent que bien plus tard.

## Postérité

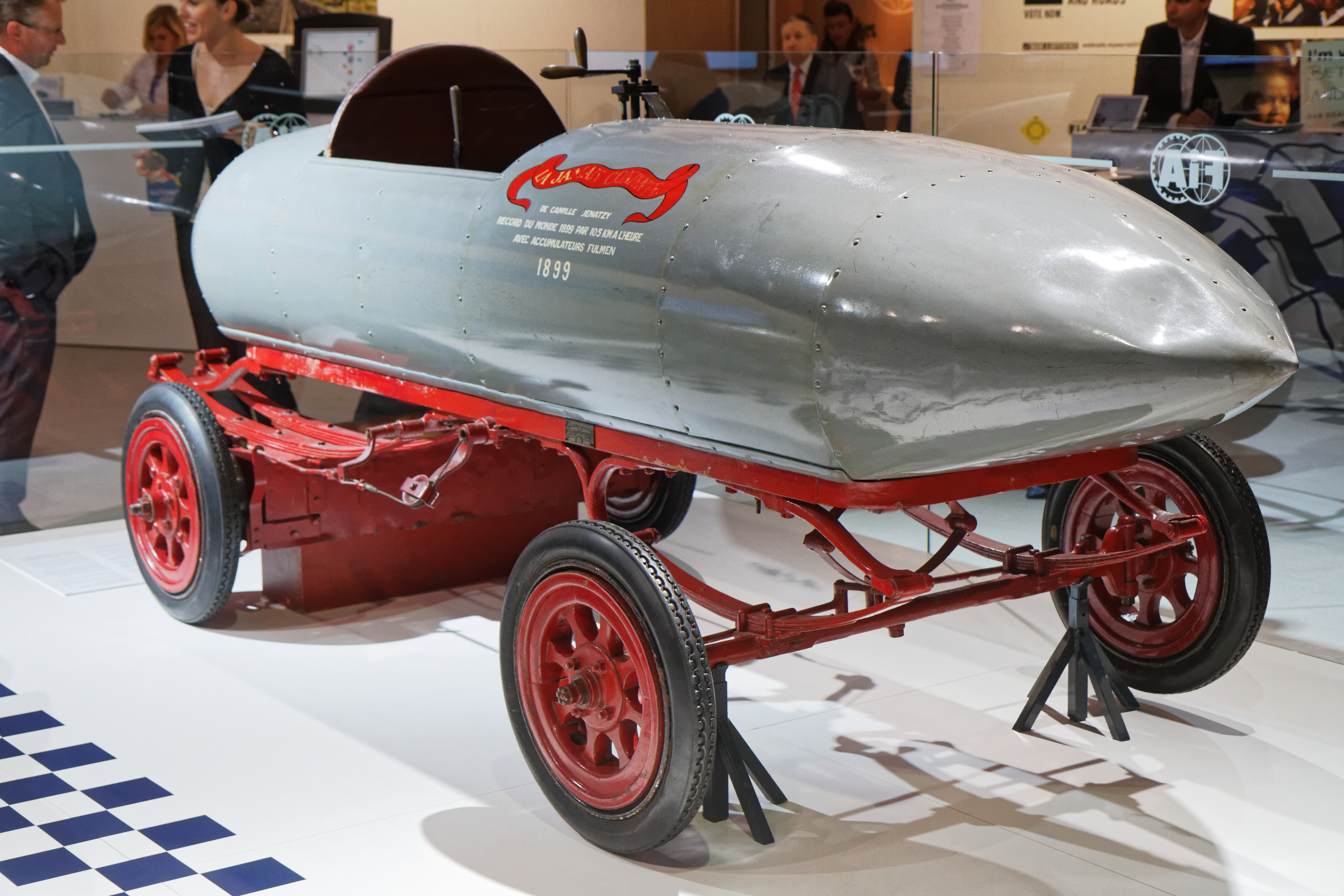
La Jamais contente exposée lors du mondial de l'automobile de Paris 2014.

Le 18 février 1933, la Jamais Contente est offerte par la maison Fulmen, qui la conservait jusqu'alors, au musée de la voiture de Compiègne, dans l'Oise, où elle est exposée depuis.
À l'initiative du Lions Club, une réplique presque exacte, en état de fonctionnement, est réalisée en 1993, par des élèves ingénieurs de l'Université de technologie de Compiègne et par des apprentis en chaudronnerie de la Cité technique Mireille Grenet de Compiègne, sous la direction de Joël Debout, alors enseignant à l'UTC. Elle est aujourd'hui exposée à la Cité de l'automobile de Mulhouse,.

## Ré-utilisation du nom par d'autres marques
En 2009, le constructeur français Venturi Automobiles, spécialisé dans le développement de véhicules électriques, a surnommé « Jamais Contente » son véhicule électrique de records réalisé par les élèves de l'université de l'Ohio, en hommage à la voiture de Camille Jenatzy. En août 2010, l'engin de 800 ch établit un nouveau record électrique de 515 km/h en vitesse de pointe sur le lac salé de Bonneville (Utah), record battu plus tard en 2014, 2015, 2016 et porté à 549 km/h par la même famille de véhicules (record homologué FIA).